# Närmaste lägnen
Närmaste lägnen är ett skär i Åland (Finland). Det ligger i Skärgårdshavet och i kommunen Sottunga i landskapet Åland, i den sydvästra delen av landet. Ön ligger omkring 57 kilometer öster om Mariehamn och omkring 220 kilometer väster om Helsingfors.
Öns area är 0,3 hektar och dess största längd är 80 meter i sydväst-nordöstlig riktning. Trakten är glest befolkad. Närmaste större samhälle är Sottunga, 16,8 km väster om Närmaste lägnen.

## Klimat
Inlandsklimat råder i trakten. Årsmedeltemperaturen i trakten är 6 °C. Den varmaste månaden är oktober, då medeltemperaturen är 12 °C, och den kallaste är februari, med −4 °C.